# La Croisière meurtrière
Pour plus de détails, voir Fiche technique et Distribution.
La Croisière meurtrière (titre original : Charlie Chan's Murder Cruise) est un film policier américain réalisé par Eugene Forde, sorti en 1940
Mettant en vedette Sidney Toler dans son cinquième rôle de Charlie Chan, le film est adapté du roman Charlie Chan Carries On de Earl Derr Biggers.

## Synopsis
Le célèbre détective Charlie Chan (Sidney Toler) cherche à démasquer un tueur lors d'un voyage à travers l'océan Pacifique.
Cette histoire est un remake du film aujourd'hui perdu, Charlie Chan Carries On (1931), avec Warner Oland.

## Fiche technique
- Titre : La Croisière meurtrière
- Titre original : Charlie Chan's Murder Cruise
- Réalisation : Eugene Forde
- Assistant-réalisateur : Saul Wurtzel
- Scénario : Robertson White, Lester Ziffren (en), d'après le roman Charlie Chan Carries On de Earl Derr Biggers
- Adaptation : Robert Ellis, Helen Logan (non crédités)
- Photographie :  Virgil Miller
- Montage :  Harry Reynolds
- Musique : Samuel Kaylin (en)
- Direction artistique : Richard Day, Chester Gore
- Décors :  Thomas Little
- Costumes : Helen A. Myron (en)
- Son : Joseph E. Aiken, William H. Anderson
- Producteur : John Stone (en)
- Société de production : 20th Century Fox
- Société de distribution : 20th Century Fox
- Pays d'origine :  États-Unis
- Langue :  Anglais américain
- Tournage : du 20 janvier 1940 à février 1940 aux 20th Century Fox Studios
- Métrage : 1 925 mètres
- Format : Noir et blanc — 35 mm — 1,37:1 — Son : Mono (Western Electric Mirrophonic Recording)
- Genre :  Film policier, Thriller
- Durée : 76 minutes (1 h 16)
- Dates de sortie :
  - États-Unis : 2 mai 1940 (New York) / 21 juin 1940 (sortie nationale)
  - Australie : 23 mai 1940
  - Mexique : 12
  - France : 19 (uniquement en zone libre)

## Distribution
- Sidney Toler : Charlie Chan
- Victor Sen Yung : Jimmy Chan
- Robert Lowery : Dick Kenyon
- Marjorie Weaver : Paula Drake
- Lionel Atwill : Dr. Suderman
- Don Beddoe : Fredrick Ross
- Leo G. Carroll : prof. Gordon
- Cora Witherspoon : Susie Watson
- Leonard Mudie : Gerald Pendleton
- Harlan Briggs : le juge
- Charles Middleton : Jeremiah Walters
- Claire Du Brey : Sarah Walters
- Kay Linaker : Linda Pendleton
- James Burke : Wilkie
- Richard Keene
- Layne Tom Jr. : Willie Chan
- C. Montague Shaw : inspecteur Duff